# Critérium National de la Route 1980
Il Critérium National de la Route 1980, quarantanovesima edizione della corsa, si svolse dal 22 al 23 marzo su un percorso di 292 km ripartiti in 3 tappe, con partenza a Castellet e arrivo a Draguignan. Fu vinto dal francese Michel Laurent della Peugeot-Esso-Michelin davanti ai suoi connazionali Jean-René Bernaudeau e Régis Ovion.

## Tappe
| Tappa  | Data     | Percorso                                    | km    | Vincitore di tappa | Leader cl. generale |
| ------ | -------- | ------------------------------------------- | ----- | ------------------ | ------------------- |
| 1ª     | 22 marzo | Castellet > Fréjus                          | 192,5 | Régis Ovion        | Régis Ovion         |
| 2ª     | 23 marzo | Saint-Raphaël > Saint-Raphaël               | 78,5  | Sven-Åke Nilsson   | Régis Ovion         |
| 3ª     | 23 marzo | Draguignan > Draguignan (cron. individuale) | 21    | Bernard Hinault    | Michel Laurent      |
| Totale | Totale   | Totale                                      | 292   |                    |                     |

## Dettagli delle tappe

### 1ª tappa
- 22 marzo: Castellet > Fréjus – 192,5 km

| Pos. | Corridore            | Squadra    | Tempo    |
| ---- | -------------------- | ---------- | -------- |
| 1    | Régis Ovion          | Puch       | 4h53'17" |
| 2    | Jean-René Bernaudeau | Renault    | s.t.     |
| 3    | Pierre Bazzo         | La Redoute | s.t.     |

| Pos. | Corridore   | Squadra | Tempo    |
| ---- | ----------- | ------- | -------- |
| 1    | Régis Ovion | Puch    | 4h53'17" |

### 2ª tappa
- 23 marzo: Saint-Raphaël > Saint-Raphaël – 78,5 km

| Pos. | Corridore         | Squadra                    | Tempo    |
| ---- | ----------------- | -------------------------- | -------- |
| 1    | Sven-Åke Nilsson  | Miko                       | 1h35'10" |
| 2    | Patrice Thevenard | Les Amis du Tour de France | a 3"     |
| 3    | Robert Millar     | Peugeot                    | a 9"     |

| Pos. | Corridore   | Squadra | Tempo |
| ---- | ----------- | ------- | ----- |
| 1    | Régis Ovion | Puch    |       |

### 3ª tappa
- 23 marzo: Draguignan > Draguignan (cron. individuale) – 21 km

| Pos. | Corridore               | Squadra    | Tempo  |
| ---- | ----------------------- | ---------- | ------ |
| 1    | Bernard Hinault         | Renault    | 26'13" |
| 2    | Jean-Luc Vandenbroucke  | La Redoute | a 14"  |
| 3    | Gilbert Duclos-Lassalle | Peugeot    | a 29"  |

| Pos. | Corridore            | Squadra | Tempo    |
| ---- | -------------------- | ------- | -------- |
| 1    | Michel Laurent       | Peugeot | 6h56'23" |
| 2    | Jean-René Bernaudeau | Renault | a 16"    |
| 3    | Régis Ovion          | Puch    | a 1'20"  |

## Classifiche finali

### Classifica generale
| Pos. | Corridore               | Squadra                    | Tempo    |
| ---- | ----------------------- | -------------------------- | -------- |
| 1    | Michel Laurent          | Peugeot-Esso-Michelin      | 6h56'23" |
| 2    | Jean-René Bernaudeau    | Renault-Gitane             | a 16"    |
| 3    | Régis Ovion             | Puch-Campagnolo-Sem        | a 1'20"  |
| 4    | Patrick Busolini        | Puch-Campagnolo-Sem        | a 1'45"  |
| 5    | Pierre Bazzo            | La Redoute-Motobecane      | s.t.     |
| 6    | René Bittinger          | Miko-Mercier-Vivagel-Volvo | a 3'17"  |
| 7    | Bernard Hinault         | Renault-Gitane             | a 17'10" |
| 8    | Gilbert Duclos-Lassalle | Peugeot-Esso-Michelin      | a 17'49" |
| 9    | Sven-Åke Nilsson        | Miko-Mercier-Vivagel-Volvo | s.t.     |
| 10   | Robert Alban            | La Redoute-Motobecane      | a 17'51" |